# James Mason (landhockeyspelare)
James Robert Mason, född 19 juni 1947 i Townsville, är en australisk före detta landhockeyspelare.
Mason blev olympisk silvermedaljör i landhockey vid sommarspelen 1968 i Mexico City.